# レイザーラモンHG
レイザーラモンHG（レイザーラモンエイチジー、1975年〈昭和50年〉12月18日 - ）は、兵庫県出身の日本のお笑いタレント、元プロレスラー。お笑いコンビレイザーラモンのメンバー。NSC大阪校17期と同期扱い。
本名の「住谷 正樹」（すみたに まさき）名義での活動もある。左利き。

## 来歴
- 兵庫県加古郡播磨町出身。播磨町立蓮池小学校、播磨町立播磨中学校、兵庫県立加古川東高等学校卒業後[3]、同志社大学商学部に入学。
- 1997年、同大学で学生プロレスに没頭する。同じ頃、立命館大学プロレス同好会に在籍していた出渕誠と出会い、お互いに意気投合しお笑いコンビ「レイザーラモン」を結成する。
- 卒業記念でエントリーした「今宮子供えびすマンザイ新人コンクール」で福笑い大賞を受賞。それがきっかけでお笑いにのめり込み、心斎橋筋2丁目劇場のオーディションライブ「SABIKI」などに出演し、腕を磨く。
- 大学卒業後は生活協同組合コープこうべに就職[4]。しかし、お笑いの道を諦めきれず約4か月で退職し吉本興業入り[4]。
- 2001年11月、吉本新喜劇に入団。
- 2002年から、ハードゲイキャラクターとしての活動を開始（レイザーラモンの「住谷正樹」として）。
- 2003年
  - レイザーラモンと小籔千豊でユニット、ビッグポルノを結成。ビッグポルノでのコントにおける代表的なキャラクターはベテラン落語家「桂スミ珍」。周囲のシュールなボケに翻弄される役割を演じている。
  - M-1グランプリに、レイザーラモンとしてHG漫才で臨んだが3回戦敗退。
  - オールザッツ漫才では、プロレス技を織り込んだ漫才で1分ネタに挑んだが、初戦敗退。余りの出番の少なさに「ちょっと、腰振り足りないッスよ、俺!! 今から十三で暴れて来ます!」と敗戦の弁を語った（結局OA中には十三には行かなかった）。
- 2005年
  - 2月、『爆笑問題のバク天!』（TBS）にハードゲイキャラで出演。以降、全国区でブレイクする。
  - プロレス興行のハッスルにも出場する様になり、プロレスラーとしても活動を開始した。
- 2006年8月8日に鈴木杏奈と結婚。11月26日には椿山荘にて結婚式を挙げ、初めてサングラス・帽子を外した素顔の状態の写真が各局のワイドショーなどで公開された。2008年7月23日に第一子（男児）が、2011年5月12日に第二子（女児）が誕生している。
- 2009年7月の「ハッスル」興行で左足かかとを粉砕骨折する怪我を負う。その後、かかとの皮膚が壊死したため皮膚移植手術を受けるなど完治までに約8か月を要し、その間の芸能活動の休止を余儀なくされた。本人によれば「月給が7000円にまで落ちてしまった」「妻のタレント活動や子供服のデザイン料などで食わせてもらっていた」と発言[5]。
- 2010年4月より復帰。以降は、コンビで漫才に取り組む方針もあり積極的にマスクを外し、ドキュメンタリー番組『魔女たちの22時』（日本テレビ）では住谷正樹として杏奈夫人と出演。HGの正体として紹介された。『世界笑える!ジャーナル』（TBS）では、VTRの途中でHGから素顔になっていたり、スタジオでも他の出演者と同じ服装でサングラスのみ装着となっていた。
- 2019年6月24日、5年前に行った反社会的勢力との闇営業に他の芸人と同席していたことが発覚し、当面の間の謹慎処分となった[6]。妻・杏奈からは引退を勧められたが、テレビに出られなくてもRGとコンビで漫才だけは続けたいとして引退は否定している[7]。2019年8月19日をもって、闇営業による謹慎処分を解除。24日にルミネtheよしもとでステージに復帰した[8]。
- 2021年5月24日、YouTube活動で多忙になったなかやまきんに君に替わる「健康ボーイズ新メンバー公開オーディション」で選出され、サバンナ・八木真澄とのユニット「ネオ☆健康ボーイズ」としても活動していくこととなった[9]。
- 2023年7月12日、出身地の播磨町から「播磨町ふるさとPR大使」に任命される。本人は「普段の芸風からしたら、よく任命していただけたと思う。活動を通じて少しでも多くの方に播磨町の魅力を伝えたい」と任命式で話した[10]。

## 「HG」のキャラ確立について
デビューしてからは本名の「住谷正樹」として主にプロレスネタを中心にしていたが、女性客にはほとんどウケず、模索を続ける日々が続くも好転することはなかった。ヤケになり客をドン引きさせようと腰を激しく振ってネタを披露したところ、女子高生の観客に大ウケし、
その後、2002年にbaseよしもとに出演した際にも腰を激しくグラインドしながらダンスをしたところ、共演していたケンドーコバヤシが「お前はハードゲイか！」とツッコんだことがハードゲイキャラクター誕生のきっかけとされる。その後、吉本新喜劇の舞台や「吉本オールスター大運動会」等で、キャラクターを確立させていった。
『爆笑問題のバク天!』に出演し始めた頃は「レイザーラモン住谷」と名乗っていたが、ハードゲイキャラクターであるのか、キャラクターの無い状態であるのかが分かりにくかったため、2005年春頃から「レイザーラモンHG」もしくは「HG」と一本化された。HGのブレイクにあやかり、相方の出渕誠が「レイザーラモンRG」（Real Gay）というHGを真似たキャラクターで活動を始める。当時は「レイザーラモンHG」と「住谷正樹」は別人格ということにされていた。サングラスについては「外されると住谷君に戻る」と述べた。HGは「ハードゲイ」の略称であるが、『コロコロコミック』など場合によっては「ハイグレード」の略称になっていた時もある。
ハードゲイキャラは入念に練り上げられており、大阪のゲイが集まる店などに通って話を聞いた他、ニューハーフパブでボーイとして働くなどしたという。上京後も新宿2丁目の店や、おすぎとピーコ、ピーターの元へ挨拶に行ったという。
写真週刊誌『フライデー』の2006年3月17日号に、タレントの住谷杏奈（当時の芸名は鈴木杏奈）とのデートの現場を撮影された記事が掲載される。後に結婚し入籍した際は、「住谷正樹が結婚したのであり、HGはゲイなので独身である」との見解を出して別人格であることを強調した。そのためHGは住谷正樹に対して祝辞を送っていた。杏奈夫人の妊娠発表の際もHGとしてお祝いしている。
2008年頃には往年の勢いをふまえた、「あの頃のフォー!!!」が繰り出されるようになった。ブレイク時は吉本公認の衣装なども発売されたが、同時期に別なメーカーから発売された「ハードなお兄さん」と言う類似品にも「ハイグレード」と明記されており、2009年には『S-1バトル』にHG自ら類似品の発売元に詳細を問い合わせた動画で参戦している。
2021年2月4日配信の「かまいったーTV」より久々にキャラクターが復活したが、HGは「ホットガイ」の略称となった。

### 芸風・キャラクターについて
- リッキー・マーティンの「リヴィン・ラ・ヴィダ・ロカ」をBGMに、サングラスをかけ、黒いエナメルのホットパンツ、ベスト、キャップという出で立ちに身を固めて登場し、「どうもー!ハードゲイでーす!」と言いながら舞台に登場。「○○フォーー!」と叫びながら両手を高々と挙げる。
- 「オッケー!」と言いながら腰を激しく振り、「下半身中心に見て下さーい!! 見てくださいよー、この腰の振りをー!!!」と股間を指差しながら猛烈にアピール。
- 図星を突かれたり、痛い所をツッコまれると「セイセイセイ」と相手の言葉を遮る。
- 相手を威嚇および誘惑する時には、自分の尻を相手に突き出して「バッチコーイ!!」もしくは「Hit me!!」と叫ぶ。
- 腰を激しく振りつつ、突如腰振りのスピードを緩めるや「ゆっくりに見えますか?違いますよ。これは余りにも速過ぎて、逆にゆっくりに見えてるんですよー!車のホイールと同じですよ」（ワゴンホイール効果）と自慢してみせる。
- 2006年は、ブリッジの姿勢から上体を起こして、股間と左手を上下にゆすりながら「ワッ、ワワワッ、ワッショーィ!」と言って股間を上に突き上げる。

### 叫び声について
概ね「フォー！」や「フゥー！」等と表記され、正確な表記・発音は明確になっておらず、2005年に流行語大賞トップテンに選出された際の主催のユーキャンによる記述は「フォーー！」、「フォー」（正確には「フー」）となっている。「フォー！」の意味については、「相手に賛辞を送るための言葉」としている。また、藤井隆も「フォー！」と叫ぶギャグがあったため、流行時はしばしば比較された。

## 吉本新喜劇について
- 2001年に、相方の出渕と共にコンビで吉本新喜劇に入団。共に若手の中では台詞が多く、主要な役割を演じるケースが多い。住谷は悪党、ヤクザ、サラリーマン、うどん屋店主、土木作業員、寺の副住職など、強面の渋いキャラを主に演じていた。
- HGの服装で新喜劇の楽屋で出番待ちしていたところ、チャーリー浜から「お前はもの凄い勢いで間違った方向に進もうとしている」と厳しく諭された。反対に桑原和男からは、「それ、面白いなぁ」と褒められ、励まされた。
- HGキャラに取り組み始めた頃、住谷は「新喜劇にHGとして出演したい」と申し込んだ事があったが、支配人から「真っ昼間からハードゲイは如何なものか」とダメ出しされ、実現に至らなかった。2005年にHGがブレイクしたのを機に再び伺いを立てたところ「全国ネットにも出ているし」ということで、渋々ながら許諾を得ることができた。こうして新喜劇に「逆輸入」（本人談）されたHGキャラだが、若年層の多いうめだ花月の公演では絶大な支持を得ているものの、観客の年齢層の幅が広いなんばグランド花月の公演ではあまり受けなかったため、ジレンマに陥りかけていたという。出渕らとともに「新喜劇フー!!」にもレギュラー出演した。
- 「新喜劇フー!!」では、ミスター・フー（HG）、レディ・フー（国崎恵美）、ショージ・フー（なかやまきんに君）から成る「フー・ファミリー」が、悪の秘密結社・地獄団と闘いを繰り広げるストーリーを演じている。公演の前半では、出演者によるシャッフルコントも演じられる。HGは、なかやまきんに君とコンビを組んで肉体芸を披露する「ビンビンボーイズ」、HGブームに嫉妬した出渕が、刺客・チャッキー（前田由梨）を送り込んでHGに牙を剥く「HVC」などで演じている。
- 2006年正月限りで退団した。

### 定番のくだりについて
己の肉体の隆々ぶりを誇示していると、突然共演者から乳首を攻められ「ウヒョヒョヒョ!」と大きく反応して逃げだし、しゃがみ込む（または跪く）。一呼吸置いて立ち上がり「お前!乳首だけは触んな言うてるやろ!」と凄むが再び攻められ反応し続け、徐々に恍惚の表情になり、舞台の主面を向いてしゃがみ込んだかと思うと「乳首…ちくび…チクビかあー」と悦びに浸る。そこで共演者から「やかましわい!」とツッコミが入る。

## 人物について
加古川東高校の同級生には高瀬耕造（NHKアナウンサー）がおり、高瀬がレイザーラモンHGのライブを鑑賞するなど現在でも親交が深い。
永島昭浩がきっかけで、Jリーグ開幕時にはガンバ大阪を応援。同じ同志社大学出身の宮本恒靖が活躍したこともあり、新聞などで「常に気になる」とコメントしている。
同志社大学では「同志社プロレス同盟（DWA）」に所属し、学生プロレスに没頭する。後に新日本プロレスのプロレスラーとなる棚橋弘至（立命館プロレス同好会所属、リングネーム「TURNER THE INSERT」）とも対戦した経験を持つ。当時は同志社大のエースとして一目置かれる存在だったという。事実、第11代、第13代京都統一ヘビー級王者、第2代、第5代京都統一タッグ王者になるなど、輝かしい実績を誇る。リングネームは「ギブアップ住谷」で、対戦相手に絞め技をかけられている際に観客から「ギブアップ！　ギブアップ！」とコールが起こるが、応援されているのか「ギブアップしろ」と迫られているのか分からなくなるという狙い。学生プロレスの場合、リングネームには下ネタが多用されるが（例えば出渕は「チン先真性」）、入部からデビューまでの期間が短く凝ったリングネームを考える余裕が無かったことと、練習に真剣に取り組むなど真面目さが奏功し、下ネタは使われなかった。
正義感が強く、吉本新喜劇の楽屋で川畑泰史の悪口で盛り上がっていた時に、住谷がいきなりバーンと立ち上がり、「川畑さんはそんな人じゃないです！」と発言した。
渡辺美里のファンであり、レイザーラモンでの漫才でも引き合いに出される。

### その他
- 細木数子の番組『ズバリ言うわよ!』（TBS）に2005年に出演した際ディレクターとの打ち合わせで「細木さん気に入ると思いますからガンガン行っちゃいましょう」という言葉に調子に乗り、本番でやり過ぎてしまい細木は激怒し鑑定拒否をされてしまったことがある。
- 2005年12月に「黒ひげ危機一発 レイザーラモンHG VERSION」が発売。
- 2006年に開催された、第22回大阪モーターサイクルショーにて、南海部品よりスズキのブルバード400を貰った。以前はホンダのスティード400に乗っていたが腰痛で手放し、現在はバイク無しのためかなり喜んでいた。
- 幼少の頃より独学で描いていた絵画に趣味としており、ブレイク前には『爆笑問題のバク天!』にてなかやまきんに君原案のパラパラ漫画を手伝う様子が放送されている。2009年の大怪我の後に再び打ち込み、2013年11月には渋谷「デスペラート」にて個展を開いたほか、たまに出品するインターネットのオークションでの作品などもかなり高評価を得ている。また、テレビでも絵画の才能が評価されての出演が増えてきており、『プレバト!!』（TBS）においては「水彩画名人」「色鉛筆名人」に在位している。このほか、絵画ではないが、『教えて!ニュースライブ 正義のミカタ』（朝日放送テレビ）では概ね月1回程度の割合で「画伯」としてイラストを提供している。
- 後述する2009年のプロレス参戦中に重傷を負った左足の古傷が、14年後の2023年に状態が悪化し、一時は左足切断の危機にあったことが妻の住谷杏奈のSNSで明らかにされている。その後の投薬治療などで切断は免れ、（患部をガードしながら）プールに入れるまで状態が安定しているという[18]。

## プロレスラー HGについて
元々は「PRIDEひかり道」の「芸人寝技王」という企画に出ていたのが始まりで、HGとコンタクトを取りたかった島田裕二が、「PRIDEひかり道」の司会者だったハリガネロックのユウキロックを介してHGとコンタクトを取り、ハッスルでの出演が決まったとされる。

### ハッスル参戦について
「ハッスル・マニア2005」でデビュー。リング名はレイザーラモンHGではなくHGである。衣装はこれまで着用していたものをベースに、プロレスに耐えうる仕様となっている。「ハッスル・マニア2006」などで着用していたホワイトバージョンもある。ハッスル軍ではエースという位置づけで、小川直也や大谷晋二郎ら先輩メンバーの離脱後も新生ハッスル軍の主力として活躍した。

### スーパーHGについて
HGが進化した姿であり、この状態になると戦闘力がアップするスーパーHGへ変身。「木下博勝によって改造手術を受けてパワーアップした姿」という設定になっているが、これは誤った表記である。「モンスター軍最高医局長であるドクター中松による改造手術で手に入れたものであり、木下が行ったのはハッスルパワーが封印されないように手術を施した」という設定が正しい表記である。「木下によって改造手術を受けてパワーアップした姿」という設定を強調しているのは、ストーリー上便宜がよいためである。初登場した当初から、背中に付いているアザ（モンスター軍のマーク）がRGや高田総統に指摘されていたが、スーパーHGに変身するたびに怒りのパワーを体内に蓄積する装置であり、リミットをオーバーするとモンスター化するようになっていたことが「ハッスル・マニア2008」にて明かされた。この状態での得意技は先頭に「スーパー」が付く（例：スーパー昇天ドロップなど）。
HGがモンスター化してしまい、「ハッスル・マニア2008」にて初登場したのがモンスターHG。容姿はHGとは大きく異なる。かつての陽気なファイトスタイルは消え、タイガー・ジェット・シンを彷彿とさせるような陰湿で残虐なファイトスタイルを採っている。ニセHGとキスをするなど、これまでのHGとは一線を画しているが、下ネタについてはこれまで通り用いている。身も心もモンスターとなっているが、厳密には完全にモンスター化していない。これはHGが「モンスター脳みそ」の移植前に逃走したためである。
2009年モンスターHGとして、かつてのHGとは違い、破壊を好むキャラとして、RGを徹底的に攻撃したが、マグマムTOKYO3連戦に負けるなど負けが込み、6月25日のハッスルツアーでRGと一騎討ちの試合で、試合を有利に進めたが、RGのHGへ捧げた「愛の手紙」に動揺し、さらにRGが放ったHGの技「昇天ドロップ」で試合に負けてしまい、頭を抱え退場後、高田総統はあえて連れ戻しもしなかった。その後高田総統劇場後出現し、ハッスル軍と観客の声援で完全復活。モンスターHGで唯一勝った試合は1試合のみであった（2009年3月25日のモンスターK川田利明とのタッグで、vs RG&アラン黒木（マグナムTOKYO)でRGに高角度のギロチンで勝った）。
2009年7月30日、「ハッスル・ツアー2009」（後楽園ホール）でTAJIRIと対戦した際に、場外へのダイブ時に着地に失敗し、左足かかとを粉砕骨折する大怪我を負う。怪我の治療のため興行から離脱している間にハッスル自体の経営難が表面化、ついには興行自体が休止に追い込まれてしまったことから、2010年4月の復帰会見においてHGは「これからは“芸一本”でやっていきます!」と宣言し、一旦プロレスラー引退を発表する。
2010年7月25日、ゲイレスラー男色ディーノのラブコールを受ける形で、夏のDDTプロレスリングの両国大会「両国ピーターパン2010 〜夏休み ああ夏休み 夏休み〜」にて男色ディーノvsレイザーラモン（HG & RG）のハンディキャップマッチが行われ、一夜限りで復帰。ディーノとHGは同時期に関西の学生プロレス界で活動していたにもかかわらず学生時代には一度も対戦経験がなく、ディーノの15年越しの対戦要望が叶った形となった。試合後には天龍源一郎からも復帰を促すビデオレターが流され、本人も明言は避けたが本格的なプロレスラー復帰を前向きに検討する意向を示した。

### プロレスにおける得意技について
使用する技はプロレス界においてごくありふれたものばかりであるが、本人の芸風に合わせて技名が下ネタ風にアレンジされている。オリジナルの技に関しては、股間を強調したものが多い。
エルボー
「セイ!!!」のかけ声と共に繰り出される。
ソバット
カウンターなどに良く使う。
ドロップキック
HGの場合、ソバットの後に使用することが多い。
HG三角絞め
HGが使用する三角絞め。脚力だけでなく股間を徐々に膨らませることで、絞める力をアップする。この技でインリン様を失神、引退に追い込んだ。
PW
HGが使用する顔面ウォッシュ。PWとは「ペニス・ウォッシュ」のこと。大谷晋二郎との特訓中に、大谷の得意技である顔面ウォッシュをヒントに編み出した技。股間が膨張している場合、威力がアップしている。この技について、同じゲイレスラー（実際はギミック）である男色ディーノは「まだ甘い」とダメ出ししている。
69ドライバー
HGが使用するツームストーン・パイルドライバー。通常のツームストーン・ドライバーとは違い、相手を持ち上げてシックスナインのような形で相手の顔面を股間に密着させ激しく腰をふる。
コマラツイスト
HGが使用するコブラツイスト。通常のコブラツイストと違い、右手で相手のマラを掴む。
雪崩式マランケンシュタイナー
HGがコーナーポスト上の相手の目前で腰を振ってから繰り出す雪崩式のフランケンシュタイナー。
横浜ゲイブリッジ メロメロスペシャル
HGが使用するロメロスペシャル。普通のと違って開脚をする。対モンスターPTAのために編み出され、相方のRGにラジオの場で制裁として仕掛けるつもりでもいた。
掟破りの逆M字固め
M字開脚状態で倒れた相手の上に乗る。HG三角絞めで失神したインリン様を彼女のフィニッシュ技であるM字固めでフォールしたことで呼ばれるようになった。
セイ座固め
インリン様のM字固めと似た技。主に69ドライバーからこの技でピンフォールを奪う。
昇天エビ固め
HGが使用する片エビ固め。対鈴木健想、モンスターK（川田利明）組戦にて初披露。この技で健想からフォールを奪っている。
ダイビング・ボディ・プレス
ハッスルエイド2006でフィニッシュとして出した技。出す時に「フィニッシュ!!!フォー!!!」と言った。
ダイビング・ヘッドバット
トップロープから相手に頭突きをくらわす闘技。
コマラブリッジ
ハッスル20で使用したジャック・ナイフ。これで川田利明からフォールをとっている。
昇天ドロップ
トップロープに登って股間を当てて、そのままフォールを取る現在のフィニッシュ技。
ギロチンドロップ
ハッスルマニア2007でボブサップがリングに上がろうとした時に喰らわせた技。
ペディグリー
ハッスルマニア2008でモンスターHGになった時にRGにしたトリプルHの得意技。

## 出演

### 現在出演中の番組
- ゆにばーす・ばいぶる（2021年12月3日 - 、ABEMA格闘ch） - ナレーション、天の声

#### 準レギュラー
コーナーレギュラー
- チャリダー★（NHK BS1）レポーター
- 教えて!ニュースライブ 正義のミカタ（朝日放送）- 似顔絵担当の画伯として出演

### 過去の出演番組

#### レギュラー
- 爆笑問題のバク天!（TBS）
- 世界笑える!ジャーナル（TBS）
- ラジかる!!→ラジかるッ[注 1]（日本テレビ）[22]

月曜レギュラー・関東ローカル
- いただきマッスル!（中京テレビ）
- 鉄オタ選手権〜阪神電車の陣（NHK総合）

#### 準レギュラー
- ぶちぬき（テレビ東京）

水曜準レギュラー・関東ローカル
- バカソウル（テレビ東京）

ユニット「吉本三大蜃気楼」の一員として不定期に出演。
- くるくるドカン〜新しい波を探して〜（フジテレビ）
- ペケ×ポン（フジテレビ）
- 中居正広のミになる図書館（テレビ朝日）（※：美デッサン大辞典にてレギュラー）

### ドラマ
- 花より男子 第9話（2005年、TBS） - つくしの父の会社の社長秘書 役
- ケータイ捜査官7 第11話・第34話（2008年6月18日・12月24日、テレビ東京） - 電龍会の組員役・出渕と共演
- ホーム&アウェイ 第3話（2002年、フジテレビ） - 吉本新喜劇座員としてエキストラ出演・RGと共演
- アタシんちの男子 第6話（2009年5月19日、フジテレビ） - チーコ 役
- ヤンキー君とメガネちゃん 第7話（2010年6月4日、TBS） - 飛騨 役
- ロング・グッドバイ 第2話（2014年4月26日、NHK） - 正虎の用心棒 役
- シリーズ・横溝正史短編集 金田一耕助登場!「黒蘭姫」（2016年11月24日、NHK BSプレミアム） - 糟谷六助 役[23]

### 舞台
- HAKANA（「いとしの儚」より）（2008年4月、明治座）- 鬼シゲ 役
- SAMURAI 7（2008年11月、新宿コマ劇場） - キクチヨ 役
  - SAMURAI 7（2010年11月 - 12月、青山劇場）
  - SAMURAI 7（2012年4月、青山劇場）
- 友よ静かに眠れ（2009年3月、神保町花月）
- 新撰組異聞PEACE MAKER（2009年5月、東京芸術劇場） - 原田左之助 役
- la mascara dorada 〜伝説の覆面レスラー〜（2009年6月、京橋花月）
- 永遠の一秒（2010年9月、東京グローブ座）
- FINAL FANTASY BRAVE EXVIUS 幻影戦争 THE STAGE（2024年2月 - 3月） - ムラガ・フェネス 役[24]

### 映画
- ドロップ（2009年）
- GANTZ:O（2016年） - 島木譲二 役[25]
- 宇宙戦隊キュウレンジャー THE MOVIE ゲース・インダベーの逆襲（2017年） - オーモ・インダベーの声 役[注 2]
- 家出レスラー（2024年5月17日、ブシロードムーブ）[26]

### ゲーム
- スキージャンプ・ペア-リローデッド-（2006年、声の出演のみ）

### CM
レイザーラモンHG名義
- ドワンゴ「イロメロミックス」
- UHA味覚糖「シゲキックス」
- UR賃貸住宅
- ミスタードーナツ「ミスター飲茶」（声の出演のみ）
- 高橋書店「高橋の手帳」
- CHEMISTRY 4thオリジナルアルバム「fo(u)r」
- 三井不動産「三井アウトレットパーク」（声の出演のみ）
- ファンタスティック・フォー
- エイベックス「SUPER★BEST TRANCE」（2005年）
- 三井不動産（ナレーションと顔のみ、2005年）
- コナミ（2005年）
- 買取りまっくす（2005年）
- 21世紀グループ「CORE21」21HGスペシャル（2005年）
- 大新社 求人情報「D-Star Job」（2006年、関西地区のみ）
- ピザハット「プレミアムな4」（2014年、加藤玲奈〈AKB48〉と共演）

### PV
- fripSide「Edge of the Universe」（2018年）
- 倖田來未「Sure shot」（2022年）

## CD
- YOUNG MAN （2006年2月8日発売）※レイザーラモンHG名義
  - 西城秀樹が1979年に同名タイトルで青春歌謡ポップス風にアレンジし歴史的に大ヒットした、ヴィレッジ・ピープルの原曲「Y.M.C.A.」に、自らの芸風をアピールする内容の詞を付け直した。

## 受賞歴
- 「輝け!2005年お笑いネタのグランプリ」話題賞（トロフィー、副賞 100万円）
- 2006年プロレス大賞新人賞
- 2019年世界で最もハードなゲイ賞